# 고다카사촌
고다카사촌(일본어: 小高坂村)은 일본 고치현 도사군에 있던 촌이다. 

## 역사
- 1889년 4월 1일 - 정촌제 시행에 의해 근세이후의 고다카사촌이 단독으로 지자체를 형성하였다.
- 1927년 1월 1일 - 고치시에 편입해 동일 고다카사촌은 폐지되었다.

## 참고 문헌
- 角川日本地名大辞典編纂委員会,『角川日本地名大辞典 39 高知県』1983, 角川書店